# Diocesi di Tulsa
La diocesi di Tulsa (in latino: Dioecesis Tulsensis) è una sede della Chiesa cattolica negli Stati Uniti d'America suffraganea dell'arcidiocesi di Oklahoma City. Nel 2022 contava 60.400 battezzati su 1.732.611 abitanti. È retta dal vescovo David Austin Konderla.

## Territorio
La diocesi comprende 31 contee della zona orientale dello Stato dell'Oklahoma: Adair, Atoka, Bryan, Cherokee, Choctaw, Coal, Craig, Creek, Delaware, Haskell, Hughes, Latimer, Le Flore, McCurtain, McIntosh, Mayes, Muskogee, Nowata, Okfuskee, Okmulgee, Osage, Ottawa, Pawnee, Payne, Pittsburg, Pushmataha, Rogers, Sequoyah, Tulsa, Wagoner e Washington.
Sede vescovile è la città di Tulsa, dove si trova la cattedrale della Santa Famiglia (Holy Family).
Il territorio si estende per 68.394 km² ed è suddiviso in 77 parrocchie, raggruppate in 6 vicariati.

## Storia
La diocesi è stata eretta il 13 dicembre 1972 con la bolla De sanctae Christi di papa Paolo VI, in seguito alla divisione della diocesi di Oklahoma City-Tulsa, che ha dato origine anche all'arcidiocesi di Oklahoma City.

## Cronotassi dei vescovi
Si omettono i periodi di sede vacante non superiori ai 2 anni o non storicamente accertati.
- Bernard James Ganter † (13 dicembre 1972 - 18 ottobre 1977 nominato vescovo di Beaumont)
- Eusebius Joseph Beltran (17 febbraio 1978 - 24 novembre 1992 nominato arcivescovo di Oklahoma City)
- Edward James Slattery † (11 novembre 1993 - 13 maggio 2016 ritirato)
- David Austin Konderla, dal 13 maggio 2016

## Statistiche
La diocesi nel 2022 su una popolazione di 1.732.611 persone contava 60.400 battezzati, corrispondenti al 3,5% del totale.
| anno | popolazione | popolazione | popolazione | presbiteri | presbiteri | presbiteri | presbiteri                | diaconi | religiosi | religiosi | parrocchie |
| anno | battezzati  | totale      | %           | numero     | secolari   | regolari   | battezzati per presbitero | diaconi | uomini    | donne     | parrocchie |
| ---- | ----------- | ----------- | ----------- | ---------- | ---------- | ---------- | ------------------------- | ------- | --------- | --------- | ---------- |
| 1976 | 39.871      | 1.131.500   | 3,5         | 89         | 65         | 24         | 447                       |         | 34        | 226       | 80         |
| 1980 | 43.000      | 1.212.000   | 3,5         | 57         | 57         |            | 754                       | 9       |           | 218       | 81         |
| 1990 | 54.486      | 1.330.100   | 4,1         | 98         | 69         | 29         | 555                       | 34      | 37        | 188       | 84         |
| 1999 | 57.800      | 1.478.542   | 3,9         | 95         | 73         | 22         | 608                       | 50      | 5         | 123       | 81         |
| 2000 | 56.790      | 1.500.000   | 3,8         | 96         | 76         | 20         | 591                       | 52      | 25        | 112       | 81         |
| 2001 | 62.673      | 1.500.000   | 4,2         | 105        | 75         | 30         | 596                       | 51      | 40        | 109       | 80         |
| 2002 | 61.000      | 1.560.683   | 3,9         | 104        | 73         | 31         | 586                       | 58      | 40        | 101       | 81         |
| 2003 | 60.000      | 1.560.683   | 3,8         | 105        | 76         | 29         | 571                       | 57      | 46        | 100       | 80         |
| 2004 | 56.094      | 1.527.376   | 3,7         | 94         | 75         | 19         | 596                       | 57      | 29        | 92        | 80         |
| 2010 | 60.795      | 1.725.439   | 3,5         | 103        | 75         | 28         | 590                       | 58      | 62        | 65        | 76         |
| 2014 | 63.000      | 1.778.000   | 3,5         | 106        | 82         | 24         | 594                       | 64      | 64        | 55        | 77         |
| 2016 | 60.767      | 1.802.630   | 3,4         | 111        | 82         | 29         | 547                       | 76      | 67        | 52        | 77         |
| 2017 | 60.825      | 1.816.830   | 3,3         | 115        | 80         | 35         | 528                       | ?       | 74        | 52        | 77         |
| 2020 | 62.174      | 1.854.600   | 3,4         | 125        | 90         | 35         | 497                       | 53      | 82        | 47        | 77         |
| 2022 | 60.400      | 1.732.611   | 3,5         | 122        | 90         | 32         | 495                       | 94      | 79        | 36        | 77         |